# Kim Howland
Kim Howland (* 1965 bei München) ist ein deutscher Kameramann und Director of Photography, der durch seine Arbeit an verschiedenen Film- und Fernsehproduktionen bekannt wurde.

## Leben und Karriere
Kim Howland verbrachte seine Kindheit von 1965 bis 1975 auf Mallorca, Spanien. Anschließend besuchte er von 1975 bis 1983 das Internatsgymnasium Bad Sachsa in Deutschland. Von 1983 bis 2006 arbeitete er als Materialassistent, Schärfezieher und Kameraoperator in Berlin, San Francisco, New York und Los Angeles. Ab 2006 war er als Second Unit Director of Photography und Director of Photography in Europa, den USA, Südafrika und Südamerika tätig.
Im Laufe seiner Karriere war Howland an mehreren bemerkenswerten Projekten beteiligt. Er fungierte als Kameraoperator für den Oscar-prämierten Kurzfilm Spielzeugland (2009) und wurde 2012 bei den L.A. Movie Awards für die beste Kameraführung im Film Slave ausgezeichnet. Zu seinen weiteren Arbeiten zählen Filme wie Ripley's Game (2002), Rammbock: Berlin Undead (2010) und Das Kind (2012).
Neben seiner Tätigkeit als Kameramann ist er auch als Director of Photography für die Produktionsfirma Cine Royal Productions tätig.

## Filmographie

### Spielfilme
- Grüne Wüste (1999)
- Ripley's Game (2002)
- Rammbock: Berlin Undead (2010)
- Das Kind (2012)
- Slave (2012)
- Puppets (2013)
- L'homme Cirque (2015)
- SRF True Crime Ferrari (2017)
- Follow us #iCarus (2019)
- Gotthardo (in Postproduktion)
- Himalaya (in Produktion)

### Fernsehserien
- Bewegte Männer (2003) – 4 Folgen
- In aller Freundschaft (2008) – 3 Folgen

## Mitgliedschaften und Engagement
Howland ist Mitglied des Schweizer Syndikats Film und Video (SSFV), einer Berufsvereinigung für Film- und Medienschaffende in der Schweiz.
Zudem engagiert er sich für den Nachwuchs in der Filmbranche, indem er Workshops und Masterclasses zu Kamera- und Lichttechniken gibt.